# Psoralea
Psoralea, biljni rod u porodici mahunarki. Postoji blizu 100 vrsta koje rastu po Americi, Africi i Aziji. Većina vrsta je otrovna, a dvije vrste (koje su nekada uključivane u ovaj rod) imaju jestivi korijen, P. esculenta i P. hypogaea.

## Ljekovitost
Suvremena farmakološka istraživanja pokazuju da biljke iz roda Psoralea imaju antimikrobna, kontraceptivna, estrogenska, antitumorska, antioksidacijska i mnoga druga farmakološka djelovanja. Dobro poznata Psoralea corylifolia L., tradicionalna ljekovita biljka koja je važan dio terapije u Ayurvedi i kineskoj medicini, premještena je u rod Cullen, kao Cullen corylifolium.

## Vrste
1. Psoralea abbottii C.H.Stirt.
2. Psoralea accrescens (C.H.Stirt. & Muasya) C.H.Stirt.
3. Psoralea aculeata L.
4. Psoralea acuminata Lam.
5. Psoralea affinis Eckl. & Zeyh.
6. Psoralea alata (Thunb.) Salter
7. Psoralea angustifolia L´Hér.
8. Psoralea aphylla L.
9. Psoralea arborea Sims
10. Psoralea arborescens (C.H.Stirt.) C.H.Stirt.
11. Psoralea argentea Thunb.
12. Psoralea asarina (P.J.Bergius) Salter
13. Psoralea axillaris L.f.
14. Psoralea azuroides C.H.Stirt.
15. Psoralea bolusii H.M.L.Forbes
16. Psoralea bowieana Harv.
17. Psoralea bracteolata Eckl. & Zeyh.
18. Psoralea brilliantissima C.H.Stirt., Muasya & A.Bello
19. Psoralea caffra Eckl. & Zeyh.
20. Psoralea candicans Eckl. & Zeyh.
21. Psoralea canescens Eckl. & Zeyh.
22. Psoralea carnea E.Mey.
23. Psoralea cataracta C.H.Stirt.
24. Psoralea congesta C.H.Stirt. & Muasya
25. Psoralea curtisiae (C.H.Stirt. & Muasya) C.H.Stirt.
26. Psoralea decumbens Aiton
27. Psoralea diturnerae A.Bello, C.H.Stirt. & Muasya
28. Psoralea dreweae (C.H.Stirt. & Muasya) C.H.Stirt.
29. Psoralea elegans C.H.Stirt.
30. Psoralea ensifolia (Houtt.) Merr.
31. Psoralea fascicularis DC.
32. Psoralea filifolia Eckl. & Zeyh.
33. Psoralea fleta C.H.Stirt.
34. Psoralea flexuosa (C.H.Stirt.) C.H.Stirt.
35. Psoralea floccosa C.H.Stirt., Muasya & A.Bello
36. Psoralea foliosa Oliv.
37. Psoralea forbesiae C.H.Stirt., A.Bello & Muasya
38. Psoralea fruticans (L.) Druce
39. Psoralea fumea (C.H.Stirt.) C.H.Stirt.
40. Psoralea gigantea Dludlu, Muasya & C.H.Stirt.
41. Psoralea glabra E.Mey.
42. Psoralea glaucescens Eckl. & Zeyh.
43. Psoralea glaucina Harv.
44. Psoralea gueinzii Harv.
45. Psoralea hamata Harv.
46. Psoralea heterosepala Fourc.
47. Psoralea hirta L.
48. Psoralea imbricata (L.f.) Salter
49. Psoralea imminens C.H.Stirt.
50. Psoralea implexa C.H.Stirt.
51. Psoralea incana (C.H.Stirt.) C.H.Stirt.
52. Psoralea intonsa C.H.Stirt., Muasya & A.Bello
53. Psoralea ivumba C.H.Stirt., A.Bello & Muasya
54. Psoralea karooensis C.H.Stirt., Muasya & Vlok
55. Psoralea keetii Schonl. ex H.M.L.Forbes
56. Psoralea kougaensis C.H.Stirt., Muasya & A.Bello
57. Psoralea laevigata L.f.
58. Psoralea lanceolata (C.H.Stirt. & Muasya) C.H.Stirt.
59. Psoralea laxa Salter
60. Psoralea lucens (C.H.Stirt. & Muasya) C.H.Stirt.
61. Psoralea margaritiflora C.H.Stirt. & V.R.Clark
62. Psoralea monophylla (L.) C.H.Stirt.
63. Psoralea montana A.Bello, C.H.Stirt. & Muasya
64. Psoralea muirii C.H.Stirt. & Muasya
65. Psoralea mundiana Eckl. & Zeyh.
66. Psoralea nitens (C.H.Stirt. & Muasya) C.H.Stirt.
67. Psoralea obliqua E.Mey.
68. Psoralea odoratissima Jacq.
69. Psoralea oligophylla Eckl. & Zeyh.
70. Psoralea oreophila Schltr.
71. Psoralea outrampsii (C.H.Stirt. & du Preez) C.H.Stirt.
72. Psoralea parviflora E.Mey.
73. Psoralea peratica C.H.Stirt.
74. Psoralea picta (C.H.Stirt.) C.H.Stirt.
75. Psoralea pilifera (C.H.Stirt. & Muasya) C.H.Stirt.
76. Psoralea pinnata L.
77. Psoralea platyphylla C.H.Stirt.
78. Psoralea plauta C.H.Stirt.
79. Psoralea polyphylla Eckl. & Zeyh.
80. Psoralea polysticta Benth. ex Harv. & Sond.
81. Psoralea prodiens (C.H.Stirt. & Muasya) C.H.Stirt.
82. Psoralea pullata C.H.Stirt.
83. Psoralea pungens (C.H.Stirt.) C.H.Stirt.
84. Psoralea pustulata (C.H.Stirt.) C.H.Stirt.
85. Psoralea racemosa Thunb.
86. Psoralea ramulosa C.H.Stirt.
87. Psoralea repens P.J.Bergius
88. Psoralea restioides Eckl. & Zeyh.
89. Psoralea rhizotoma C.H.Stirt. & Muasya
90. Psoralea rigidula C.H.Stirt.
91. Psoralea rotundifolia L.f.
92. Psoralea rubicunda (C.H.Stirt.) C.H.Stirt.
93. Psoralea sabulosa (C.H.Stirt. & Muasya) C.H.Stirt.
94. Psoralea saxosa (C.H.Stirt. & Muasya) C.H.Stirt.
95. Psoralea semota C.H.Stirt.
96. Psoralea sericea Poir.
97. Psoralea sordida C.H.Stirt. & Muasya
98. Psoralea speciosa Eckl. & Zeyh.
99. Psoralea spicata L.
100. Psoralea spissa (C.H.Stirt. & Muasya) C.H.Stirt.
101. Psoralea stachyera Eckl. & Zeyh.
102. Psoralea striata Thunb.
103. Psoralea suaveolens C.H.Stirt., A.Bello & Muasya
104. Psoralea swartbergensis (C.H.Stirt.) C.H.Stirt.
105. Psoralea tenuifolia L.
106. Psoralea tenuissima E.Mey.
107. Psoralea thomii Harv.
108. Psoralea triantha E.Mey.
109. Psoralea triflora Thunb.
110. Psoralea trullata C.H.Stirt.
111. Psoralea uncinata Eckl. & Zeyh.
112. Psoralea usitata C.H.Stirt.
113. Psoralea vanberkeliae C.H.Stirt., A.Bello & Muasya
114. Psoralea velutina E.Mey.
115. Psoralea venusta Eckl. & Zeyh.
116. Psoralea verrucosa Willd. ex Spreng.
117. Psoralea wilmsii Harms
118. Psoralea zeyheri Harv.

Nekada uključivana i  Psoralea esculenta.

## Vanjske poveznice
- Pediomelum esculentum (Psoralea esculenta) - Indian Breadroot  Arhivirana inačica izvorne stranice od 22. listopada 2008. (Wayback Machine)